# American Gangster (álbum)
American Gangster es el décimo álbum de estudio del rapero y empresario Jay-Z lanzado el 6 de noviembre de 2007, a cargo de la discográfica Roc-A-Fella Records. El álbum está inspirado en la película del mismo nombre, protagonizada por Denzel Washington y Russell Crowe.
El álbum fue lanzado con éxito comercial, a pesar de estar retirado de la iTunes Store, vendió 425.861 copias en su primera semana. Debutó en el número 1 en la Billboard 200, empatando con Elvis Presley en su mayor número segundo se álbumes.

## Lista de canciones
| #  | Título                           | Featuring    | Duración |
| -- | -------------------------------- | ------------ | -------- |
| 1  | Intro                            |              | 2:01     |
| 2  | Pray                             |              | 4:24     |
| 3  | American Dreamin                 |              | 4:47     |
| 4  | Hello Brooklyn 2.0               | Lil' Wayne   | 3:56     |
| 5  | No Hook                          |              | 3:14     |
| 6  | Roc Boys (And the Winner Is) ... |              | 4:12     |
| 7  | Sweet                            |              | 3:26     |
| 8  | I Know                           |              | 3:42     |
| 9  | Party Life                       |              | 4:29     |
| 10 | Ignorant Shit                    | Beanie Sigel | 3:41     |
| 11 | Say Hello                        |              | 5:26     |
| 12 | Success                          | Nas          | 3:30     |
| 13 | Fallin                           |              | 4:01     |
| 14 | Blue Magic                       | Pharrell     | 4:10     |
| 15 | American Gangster                |              | 3:41     |

- Datos: Q2455341